# أضالية

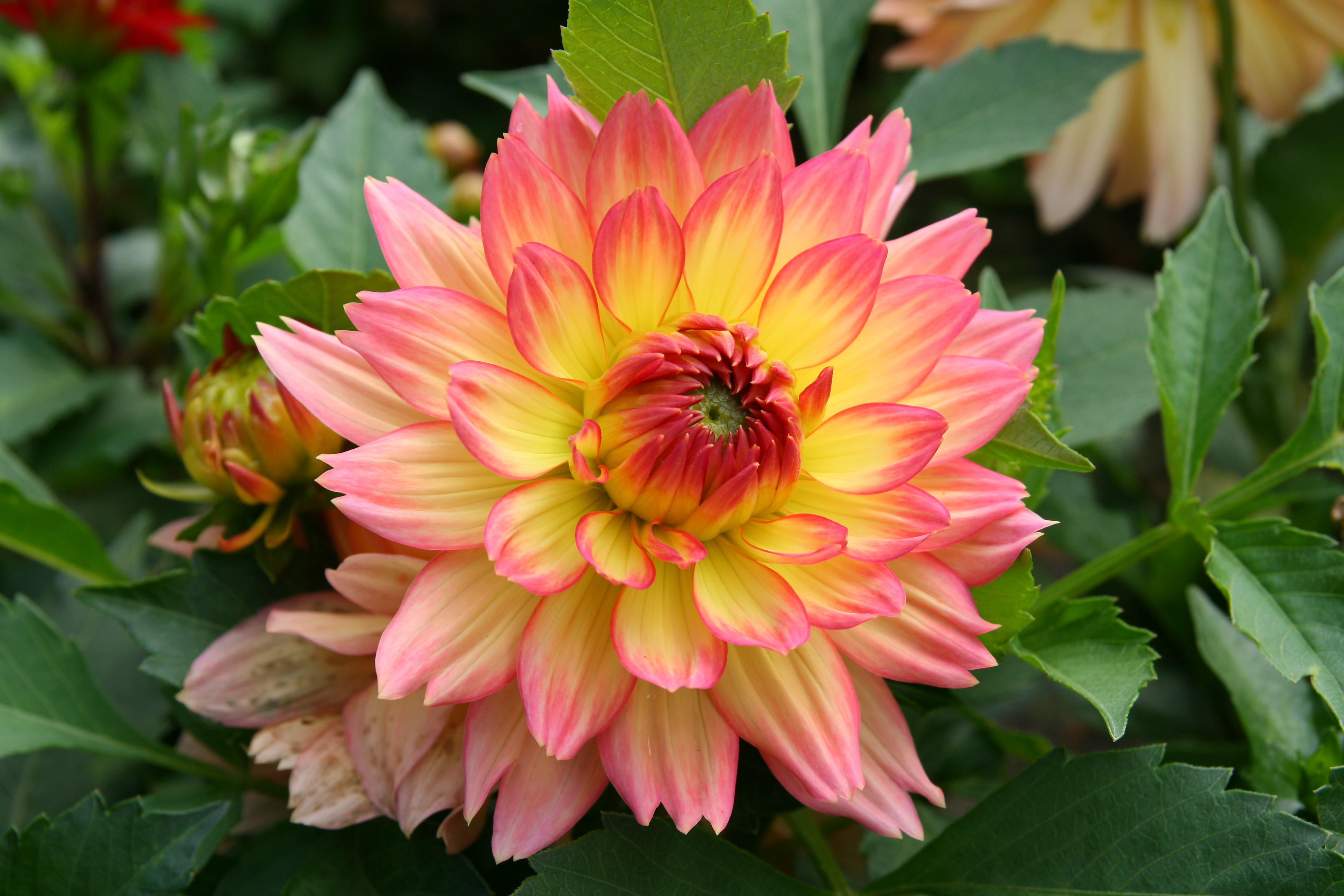
زهرة الأضالية

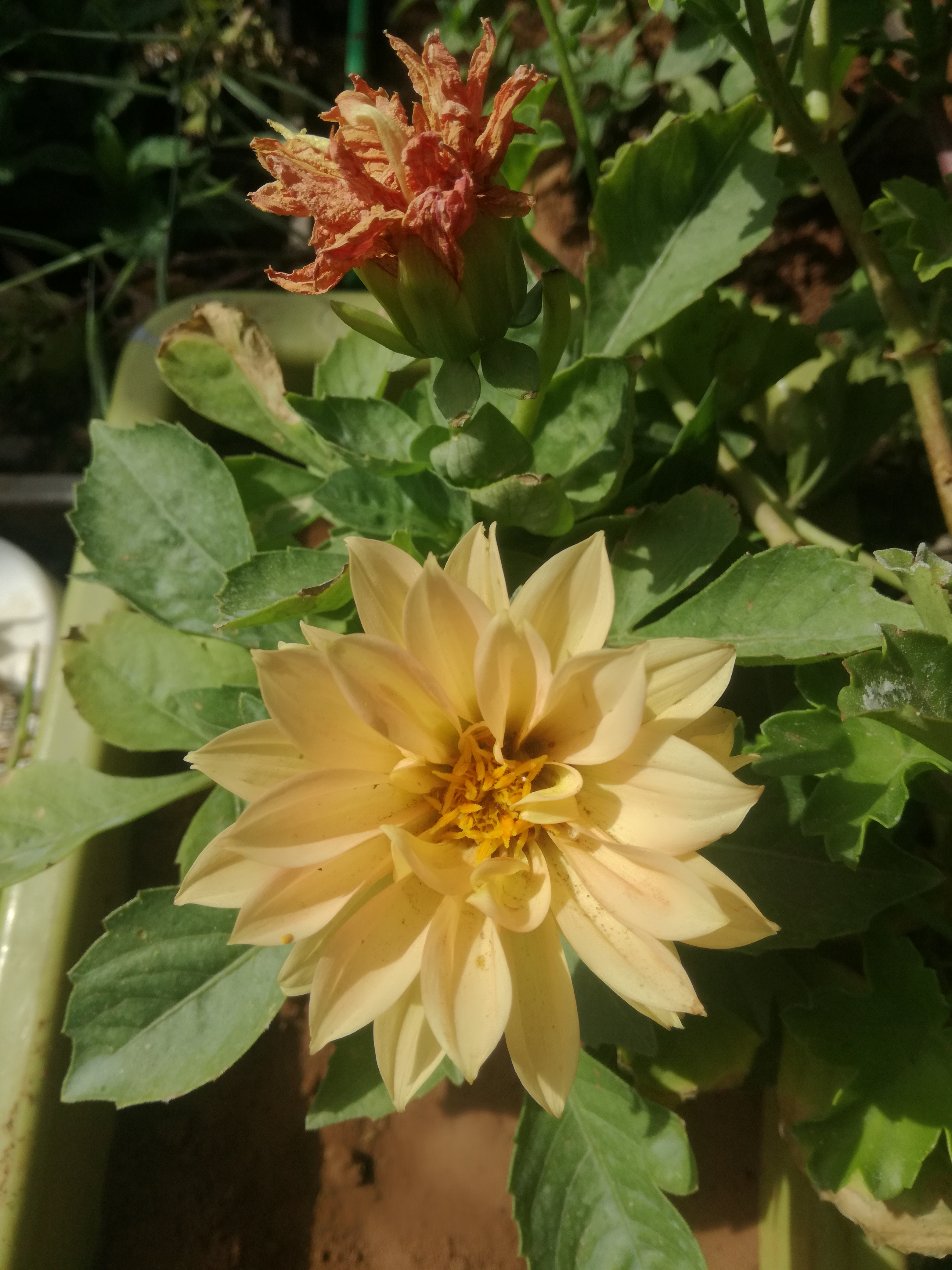
زهرة الأضالية في فلسطين

الأَضَالِيَةُ أو أضاليا أو داليا أو الدَّهْلِيَّةُ (الاسم العلمي: Dahlia) هو جنس نباتي يتبع فصيلة النجمية من رتبة النجميات.
وهي صنف شائع من الأزهار موطنه الأصلي المكسيك ومنه أشكال عديدة، وهو يصلح للزراعة في كل مناطق العالم المعتدلة، وقد سمي النبات على اسم أنديرس دال عالم النبات السويدى. تتكاثر نباتات الأضالية بالجذور الدرنية - وهذه جذور لحمية سميكة تشبه الأبصال - وتحتاج إلى تربة غنية جيدة الصرف، وتزرع بعد شروق الشمس وانتهاء خطر الصقيع، وتقتلع الجذور في فصل الخريف، وتحفظ أثناء الشتاء في مكان بارد جاف، وتخزن الجذور بما عليها من طين لمنع تجعدها، وتفصل الجذور عند الزراعة ثم تغرس على عمق نحو 15 سم. تزهر الأضالية بمعظم المناطق المعتدلة في أواخر الصيف.

## الوصف
الأضالية نباتات معمرة ذات جذور درنية. وهي لا تتحمل الصقيع، ويجب حمايتها من الصقيع إذا زرعت في مناطق ذات شتاء بارد. وفي حين أن بعضها له سيقان عشبية، فإن بعضها الآخر له سيقان تتخشب في غياب الأنسجة الثانوية وتنبت بعد الخمول الشتوي، مما يسمح بمواسم أخرى من النمو. كأنواع نباتات العائلة النجمية، تمتلك نباتات الأضالية رؤوس أزهار مركّبة، تتكون من عدة زهرات مرتبة في قرصٍ مركزي تحيط بها أشعة تشبه البتلات. الاسم الحديث "Asteraceae" مشتق من النوع النجمي والكلمة الإغريقية التي تعني "نجمة"، إشارةً إلى شكلها النجمي المحاط بالأشعة
السيقان مورقة، يتراوح ارتفاعها من 30 سنتيمتر (12 بوصة) إلى أكثر من 1.8–2.4 متر (6–8 قدم). تختلف أشكال الأزهار، وتظهر زهرة واحدة على رأس سويقة؛ وقد تكون صغيرة الحجم بقطرٍ 5 سـم (2 بوصة) أو قد تكون كبيرة بقطرقد يصل إلى حجم طبق الطعام 30 سـم (1 قدم). غالبية أنواع زهور الأضالية غير عطرة. لكنها كمعظم النباتات التي لا تجذب الحشرات عن طريق الرائحة، تكون ذات ألوانٍ زاهية. تجد الأضالية في معظم الألوان باستثناء اللون الأزرق
نتج التنوع الكبير في أنواع نبات الأضالية الذي ينبت في الحدائق من تعدد الصيغ الصبغية، التي تحتوي على ثمانية مجموعات من الصبغيات التماثلية المتسلسلة. إضافة لذلك، تحتوي نباتات الأضالية على العديد من الجينات القافزة - القطع الجينية التي تنتقل من مكان إلى آخر وفقاً للأليل الذي يساهم في إظهار هذا التنوع الكبير.

## التوزيع والموئل
تتواجد الأضاليا بشكلٍ رئيسي في المكسيك، ولكن توجد بعض الأنواع في مناطق تمتد جنوبًا حتى شمال أمريكا الجنوبية. توجد الأضاليا أوستراليس في أقصى الجنوب وتمتد موائلها حتى جنوب غرب غواتيمالا، بينما توجد أضاليا كوكينيا وأضاليا إمبريباليس أيضًا في أجزاء من أمريكا الوسطى وشمال أمريكا الجنوبية. الأضاليا من نباتات المرتفعات والجبال، وتنمو على ارتفاعات تتراوح بين 1,500 و 3,700 متراً (4,900 و 12,100 قدماً). معظم الأنواع لها نطاقات محدودة منتشرة في العديد من السلاسل الجبلية في المكسيك 